# Mario Longo
Mario Longo (Italia, 21 de agosto de 1964) es un atleta italiano retirado especializado en la prueba de 4 x 100 m, en la que ha conseguido ser medallista de bronce europeo en 1990.

## Carrera deportiva
En el Campeonato Europeo de Atletismo de 1990 ganó la medalla de bronce en los relevos 4 x 100 metros, con un tiempo de 38.39 segundos, llegando a meta tras Francia y Reino Unido (plata).